# 崔曙
崔曙（？—739年），一名崔署，籍貫不詳。
早年孤贱，曾在終南山隨道士邢和璞學法術，後寓居宋州（今河南商丘），在少室山讀書。開元二十六年（738年）狀元及第，試題為《明堂火珠詩》，有“夜来双月满，曙后一星孤”之佳句，官河南尉。二十七年（739年）即驟逝，留有一孤女名星星，時人以“曙后一星孤”一句為讖言。殷璠評其詩“多嘆詞要妙，情意悲涼。送別、登樓，俱堪淚下”。《全唐诗》卷一五五存其诗一卷，共15首。